# Prawo medyczne
Ten artykuł należy dopracować:

przedstawiono sytuację tylko z polskiej perspektywy – artykuł powinien być przekrojowy.
Pomóż go poprawić. 
Prawo medyczne – zbiór norm prawa materialnego i procesowego z zakresu prawa cywilnego, administracyjnego, karnego oraz procedur regulujących prawa i obowiązki pacjentów, lekarzy (w tym lekarzy dentystów), pielęgniarek, położnych, ratowników medycznych, fizjoterapeutów, diagnostów laboratoryjnych, farmaceutów i innych pracowników ochrony zdrowia oraz sposób tworzenia i funkcjonowania podmiotów leczniczych, jak również zadania i uprawnienia organów administracji publicznej i samorządu terytorialnego oraz państwowych osób prawnych w zakresie opieki zdrowotnej i dostępu do świadczeń zdrowotnych.

## Źródła polskiego prawa medycznego
Wybór aktów prawa powszechnie obowiązującego:
- Konstytucja Rzeczypospolitej Polskiej (szczególnie art. 68)[1],
- Ustawa o działalności leczniczej[2],
- Ustawa o świadczeniach opieki zdrowotnej finansowanych ze środków publicznych[3],
- Ustawa o podstawowej opiece zdrowotnej[4],
- Ustawa o prawach pacjenta i Rzeczniku Praw Pacjenta[5],
- Ustawa o lecznictwie uzdrowiskowym, uzdrowiskach i obszarach ochrony uzdrowiskowej oraz gminach uzdrowiskowych[6],
- Ustawa o refundacji leków, środków spożywczych specjalnego przeznaczenia żywieniowego oraz wyrobów medycznych[7],
- Ustawa o zawodach lekarza i lekarza dentysty[8],
- Ustawa o izbach lekarskich[9],
- Ustawa o zawodach pielęgniarki i położnej[10],
- Ustawa o samorządzie pielęgniarek i położnych[11],
- Ustawa o zawodzie fizjoterapeuty[12],
- Ustawa Prawo farmaceutyczne[13],
- Ustawa o izbach aptekarskich[14],
- Ustawa o zawodzie farmaceuty[15],
- Ustawa o wyrobach medycznych[16],
- Ustawa o Urzędzie Rejestracji Produktów Leczniczych, Wyrobów Medycznych i Produktów Biobójczych[17],
- Ustawa Przepisy wprowadzające ustawę – Prawo farmaceutyczne, ustawę o wyrobach medycznych oraz ustawę o Urzędzie Rejestracji Produktów Leczniczych, Wyrobów Medycznych i Produktów Biobójczych[18],
- Ustawa o zapobieganiu oraz zwalczaniu zakażeń i chorób zakaźnych u ludzi[19],
- Ustawa o Państwowej Inspekcji Sanitarnej[20],
- Ustawa o ochronie zdrowia psychicznego[21],
- Ustawa o postępowaniu wobec osób z zaburzeniami psychicznymi stwarzających zagrożenie życia, zdrowia lub wolności seksualnej innych osób[22],
- Ustawa o leczeniu niepłodności[23],
- Ustawa o pobieraniu, przechowywaniu i przeszczepianiu komórek, tkanek i narządów[24],
- Ustawa o zdrowiu publicznym[25],
- Ustawa o zawodzie psychologa i samorządzie zawodowym psychologów[26].